# Antífona

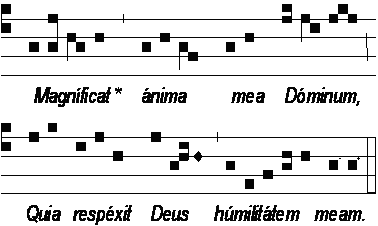
Antífona del "Magnificat" para el lunes.

La antífona (del latín antiphona, y este del griego ἀντίφωνος, significa voz que responde) es una forma musical y litúrgica propia de todas las tradiciones litúrgicas cristianas. Consiste en una melodía generalmente corta y sencilla, de estilo silábico, utilizada como estribillo que se canta antes y después de los versículos de un cántico, himno o salmo, normalmente en latín, en varios servicios religiosos del Oficio y de la Misa, como las Vísperas.
En el entorno religioso, Introito, Ofertorio y Comunión son conocidos también como antífonas, antiphona ad introitum, etc. (Véase Antífonas de Adviento). Musicalmente, es una pieza interpretada por la asamblea o por dos coros que cantan alternativamente versículos de los salmos; este modo de cantar es conocido como estilo antifonal, porque corrientemente se la asocia con la salmodia antifonal.

## Historia
En la Edad Media se la conocía como un texto con melodía libre y sencilla que era cantada por la asamblea de fieles junto a los salmos; también fue usada fuera del entorno litúrgico, aunque mantenía un contenido paralitúrgico.
Es el tipo más sencillo de melodía de estilo libre y son muy frecuentes en el Liber usualis.
Ejemplo:
Justus ut palma, verso 13, salmo92 

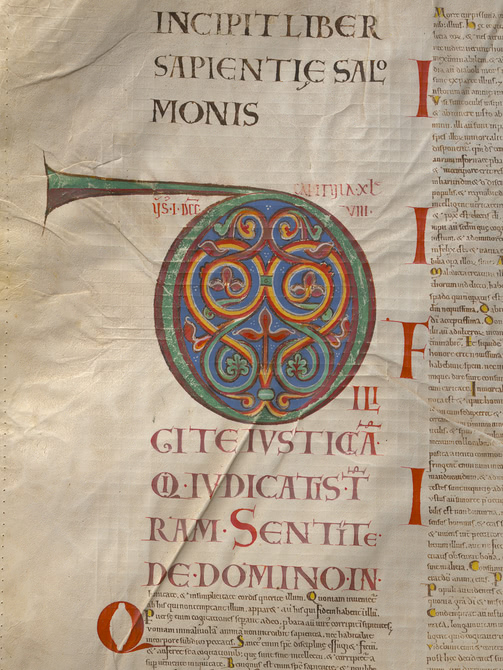
La Sabiduría.

Especial importancia tienen las «Antífonas de la O», para Adviento, que se caracterizan por utilizar las palabras de uno de los atributos de Dios o Yaveh según las Sagradas Escrituras.
Ejemplo: O Sapientia. 
O Sapientia, quae ex ore Altissimi prodiisti,

attingens a fine usque ad finem,

fortiter suaviterque disponens omnia,

veni ad docendum nos viam prudentiae.

Oh sabiduría, que saliste de la boca del Altísimo,

llegando desde un extremo hasta el otro,

ordenándolo todo con fortaleza y dulzura,

ven a enseñarnos el camino de la prudencia.

Desde la Edad Media, las antífonas se recopilaban en manuscritos llamados antifonarios.

## Características
- Son los cantos más frecuentes en los Oficios, considerándoselas el origen del canto llano.
- Al evolucionar, llegaron a constituir cantos independientes utilizados en distintos oficios.
- Las antífonas del Oficio están reunidas en el antifonario.
- Dentro del repertorio del canto gregoriano, se pueden agrupar en dos tipos claramente diferenciados:
  - antífona salmódica, que utiliza versículos cantados.
  - antífona libre o melismática, que es un rezo interpretado musicalmente sin versículos asociados.
- Las antífonas del Magnificat de la misa son las más adornadas y en ellas el salmo asociado se reduce a un versículo.

## Antifonario
El Antiphonarium es un libro litúrgico-musical que complementa el misal y reúne el repertorio gregoriano de partes variables de la Misa.
Inicialmente recopilaba únicamente el texto de las antífonas. Con el tiempo, al evolucionar y hacerse más extensas y variadas, también se incluyeron la música y todos los cantos de la liturgia. 
Un Antifonario importante, por su contenido y haberse conservado completo, es el Antifonario 8 del Archivo Catedralicio de León, s. X.
Otros ejemplos destacados son los Antifonarios de los monasterios de Silos, San Juan de la Peña y San Zoilo de Carrión.

## Género musical
Las antífonas más antiguas, como las del Magnificat, son muy adornadas, generalmente de estilo neumático.

Las antífonas cantadas durante los oficios de la Misa, generalmente son simples y cortas, de estilo silábico.

## Estilo
En sus orígenes eran melodías cortas, sencillas, libres y eminentemente silábicas; a lo largo del siglo XII incorporaron la polifonía.
La mayor parte de las antífonas conservadas en las liturgias cristianas, sobre todo las del Rito romano y el Rito hispánico, guardan un estilo melismático bastante sencillo, reflejo de su origen en los cantos responsoriales.

## Estructura
Considerando su forma de interpretación, se obtienen las siguientes estructuras básicas:
A = antífona

V = versículo del salmo
```
  * A V A1
  * A V1 A V2 A …
  * A V1V2 A V3V4 A V1V2 A …
  * A1A2 V1 A1A2 V2 A1 A2 …
```

## Interpretación
La antífona podía aparecer al principio, final o entre cada uno o dos versos del salmo.

En sus orígenes, cuando musicalmente era una melodía libre y sencilla, era interpretada por la asamblea de fieles.

Posteriormente, al evolucionar y precisar técnicas musicales más elaboradas, esta función fue paulatinamente asumida por el coro, que alternativamente recitaba los versos del salmo.

Se desconoce si se utilizaban instrumentos musicales.

## Tipos

### Antífonas simples

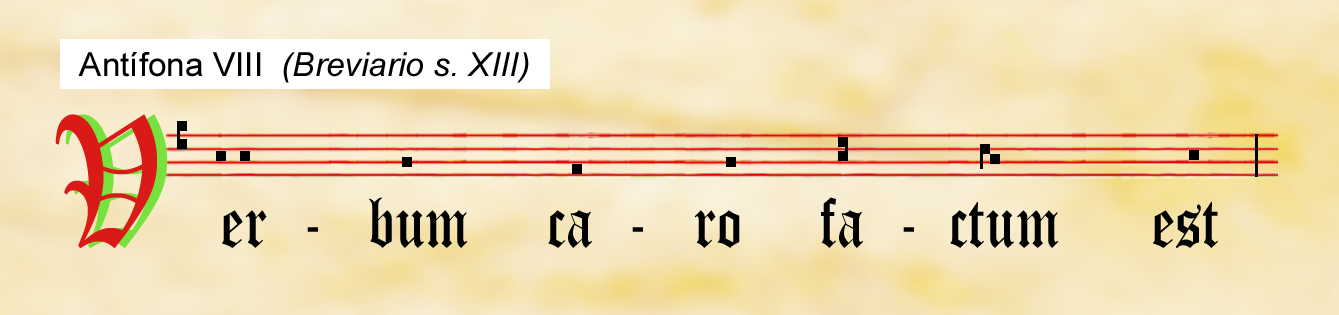
Antífona: Verbum caro. Fragmento de Breviario del. Archivo ACCO, Catedral de Orense.
Copia moderna.

Formadas por una o dos frases cuyo texto bíblico se toma del salmo al que va unida.
Ejemplo: Verbum caro

### Antífonas melismáticas
Rezos interpretado musicalmente sin texto asociado.

### Antífona de responsorio amplio
Es una forma musical con estribillo.

Dio lugar al canto antifonal, dos semicoros se alternan en el canto.

### Antífona salmódica
Es el canto de salmos en el que se alternan grupos de intérpretes.

### Antífona mariana
Antífona dedicada a la Virgen María.
No son de estilo salmódico.
Hay cuatro antífonas marianas:
Alma Redemptoris Mater
Ave Regina Caelorum
Regina Caeli
Salve Regina

### Antífona estilo motete
Ejemplo:
Ave Regina caelorum de Power

### Antífona coral
Dos o más grupos de cantores, interpretan alternadamente.
Este tipo es el más significativo del Renacimiento y comienzos del Barroco. Constituye una característica de la llamada Escuela veneciana, aunque continuó siendo ampliamente usada después del siglo XVI en Italia, España y Alemania, donde alcanzó gran popularidad.

### Antífona procesional
Se la considera el origen del drama litúrgico.
Ejemplo:
Quem quaerititis in sepulchro, antífona procesional de Pascua.

### Antífona votiva
Antífona con un versículo, una respuesta y una plegaria.
Suele estar dedicada a un santo particular.
Es el tipo de estilo más florido; fue la forma musical más extendida desde finales del siglo XV.
En algunos casos se puede confundir fácilmente con un motete.
John Dunstable fue un compositor destacado de este tipo de antífona.
Ejemplo:
Crux fidelis, de John Dunstable.

## Historia
Véase también: Formas musicales por periodo, línea de tiempo.

Su origen se encuentra probablemente en el estilo repetitivo de los servicios litúrgicos judíos.

Según Sócrates de Constantinopla, fue introducida en la iglesia cristiana de Antioquía por Ignacio de Antioquía (†107), que tuvo una visión de ángeles cantando en coros alternos.

San Ambrosio, obispo de Milán (340-397), las introdujo en la iglesia cristiana occidental, recopilando cantos antifonales en libros llamados Antifonarios.
Nació al utilizar, adaptar y combinar elementos, centonización, de algunas melodías populares a nuevos textos.
Se menciona en la descripción del viaje de Egeria a Tierra Santa, Itinerarium ad Loca Sancta, de finales del s. IV, donde hace referencia a prácticas de la liturgia hebrea en Israel:

… himnos, antífonas y salmos responsoriales …
… et fiunt orationes cata singulos ymnos uel antiphonas …
… y rezaban oraciones después de cada himno (¿salmo?) con su antífona
En sus orígenes, el verso antifonal se repetía probablemente después de cada versículo de un salmo, himno o cántico. Pero sus usos litúrgicos se fueron modificando, cantándose en el estribillo antifonal solo antes y al terminar el canto. En la actualidad solo se utiliza la entonación o frase inicial de la antífona antes del salmo, quedando el resto de este estribillo para el final.
Algunas piezas más elaboradas, originariamente antífonas, se desarrollaron para convertirse en cantos independientes de un salmo o cántico -las antífonas del Introito, el Ofertorio, la Comunión, etc.- que conservan un solo verso o ninguno.
Agobardo (779), en su Liber de Correctione Antiphonari, criticando las prácticas profanas y herejes, menciona:

… nadie debe atreverse a cantar en la iglesia melodías de responsorio y antífona con textos que no sean de la Biblia…
Las antífonas se recopilaron inicialmente en los libros de salmos, salterio y de cánticos; un ejemplo es un códice de la Biblioteca del Monasterio de El Escorial, del s. X, y posteriormente en los Antifonarios.
Al evolucionar se independizaron del salmo, constituyendo cantos independientes y reutilizables.
En su forma polifónica fueron ampliamente utilizadas durante la Edad Media y el Renacimiento.
Desde comienzos del Renacimiento, la antífona y el motete tenían la misma estructura.

La antífona votiva evolucionó teniendo cada vez un estilo más florido; fue la forma musical más extendida de finales del siglo XV.

## Composiciones
- Ad te levavi, a ti levanté mi alma.
- Alma Redemptoris Mater, Madre del Redentor, antífona mariana del Adviento y Navidad.
- Ave Regina Caelorum, Ave, Reina de los Cielos, antífona mariana de la Cuaresma.
- In templo Domini, en el templo del Señor.
- Iste sanctus, este santo, antífona conmemorativa.
- Justus ut palma
- O Christi pietas, Oh piedad de Cristo, del oficio de San Nicolás.
- Quis revolvit, antífona alemana.
- Regina Caeli, antífona mariana del final de la Pascua.
- Salve Regina, antífona mariana cantada durante el resto del año fuera del Adviento y Navidad.
- Solvite templum hoc.
- Venid ad Petrum, del Jueves Santo.
- Verbum caro, antífona VIII del Responsorio, Breviario siglo XII, Catedral Ourense.

## Multimedia
- Wikimedia Commons alberga una categoría multimedia sobre Antífona. 
  - Antífona: "O Sapientia quae ex ore Altissimi..."ⓘ
  - Antífona: "O Adonai II Great Advent Antiphon…"ⓘ

|                                        | Antífona : "Magnificat" |
| ¿Problemas al reproducir este archivo? |                         |
| Antífona: "Magnificat"                 |                         |
|                                        |                         |

| Antífona: "Magnificat" |
|                        |

|                                                      | Antífona : "Terra Tremuit", m IV. Autor : Wylliam Byrd |
| ¿Problemas al reproducir este archivo?               |                                                        |
| Antífona: "Terra Tremuit", m IV. Autor: Wylliam Byrd |                                                        |
|                                                      |                                                        |

| Antífona: "Terra Tremuit", m IV. Autor: Wylliam Byrd |
|                                                      |